# Guldrushen i Eldslandet

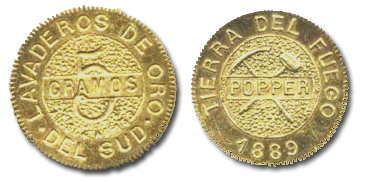
Ett femgrams guldmynt från 1889 som präglades i Tierra del Fuego. Foto av innehavaren, den argentinske äventyraren Julio Popper.

Guldrushen i Tierra del Fuego varade mellan 1883 och 1906 då Eldslandet hade en guldrush som lockade ett stort antal chilenare, argentinare och européer till ögruppen, inklusive ett stort antal dalmatier. Guldrushen ledde till att ögruppen fick sina första städer och medförde ekonomisk tillväxt i Punta Arenas. När guldrushen var över, lämnade de flesta guldgrävare Eldslandet, där de kvarvarande bosättarna livnärde sig av fåruppfödning och fiske. Den inhemska ursprungsbefolkningen av selk'nam kom att kraftigt minska under guldrushen.

## Tidiga upptäckter
År 1879 upptäckte en expedition ledd av den chilenska marinfararen Ramón Serrano Montaner guld i vattendrag i västra Tierra del Fuego.  Guldrushen utlöstes emellertid först 1884 då den franska ångskytten Arctique på grund vid norra kusten av Cabo Virgenes.  Räddningsexpeditionen som skickades dit upptäckte guld på en plats som heter Zanja a Pique. När nyheten nådde Punta Arenas flyttade många av stadens invånare till Zanja a Pique. Från Punta Arenas spred sig sedan ryktet vidare till Buenos Aires.

## Guldrushen och Julio Poppers expedition
I Buenos Aires jämförde pressen guldfynden med dem i Australien och Kalifornien.  Det startades därför många projekt med syfte att utvinna guld och gruvingenjören Julio Popper, kontrakterades av ett av dessa projekt. Popper rekryterade dalmatier bland de många invandrare som bodde i Buenos Aires vid den här tiden för att utvinna fynd vid Bahía San Sebastián.
Guldrushen nådde de chilenska öarna söder om Beaglekanalen vilket ledde till att det år 1893 bodde över ettusen invånare där, de flesta av dem dalmatier. 1894 började guldet sina i dessa trakter.

## Konsekvenser
Under sin tid i Eldslandet var Popper inblandad i dödandet av urbefolkning, något som senare kom att bli känt som Folkmordet på Selk'nam. Popper kom att bli en symbol för folkmordet då han dokumenterade mördandet och plundringarna genom att låta sig fotograferas.
Guldgrävare, fåraherdar och "även poliser" rapporteras ha deltagit i överfall på ursprungsbefolkningen, i syfte att röva bort deras kvinnor.  Detta skapade till och med en brist på kvinnor bland de fuegiska stammarna. Det finns också rapporter om att kvinnor användes som handelsvaror.  Vid 1894 bestod Porvenir av fem hus, två av dem spritbutiker och en tredje som var bordell.
Dalmatierna som deltog i guldrushen lämnade successivt gruvdriften, antingen för att återvända till Dalmatien eller Buenos Aires eller för att slå sig ner i Punta Arenas.  Guldrushen bidrog till att öarna söder om Beagle Channel blev allmänt kända och kopplade till Punta Arenas. Guld som utvanns i Isla Grande de Tierra del Fuego lämnade i allmänhet landet utan att göra tillföra områdets ekonomi något. Däremot hamnade mycket av det guld som utvanns från öarna söder om Beagle Channel i Punta Arenas och bidrog till områdets ekonomiska tillväxt.